# Parafia św. Dymitra w Kruklankach
Parafia św. Dymitra – parafia prawosławna w Kruklankach, w dekanacie Olsztyn diecezji białostocko-gdańskiej.
Na terenie parafii funkcjonuje 1 cerkiew:
- cerkiew św. Dymitra w Kruklankach – parafialna

## Historia
Pierwsi wyznawcy prawosławia pojawili się w Kruklankach w 1947, wskutek przesiedleń w ramach akcji „Wisła”. Początkowo władze komunistyczne nie wyrażały zgody na utworzenie parafii; stało się to możliwe dopiero po 1954. Prawosławny punkt duszpasterski w Kruklankach zorganizował ks. Damian Towstiuk, były więzień obozu w Jaworznie; pierwsze nabożeństwo odprawiono w 1959. Wierni początkowo spotykali się w prywatnych domach. Z biegiem czasu pozyskano dawną kaplicę cmentarną, którą zaadaptowano na cerkiew. Samodzielna parafia została oficjalnie erygowana w 1963 r., natomiast budynek cerkwi stał się własnością Kościoła Prawosławnego w 1973 r.

## Wykaz proboszczów
- 1963–1965 – ks. Witalis Czyżewski
- 1965–2024 – ks. Jerzy Senejko[1]
- od 2024 – ks. Michał Pograniczny